# Duitse Huis
Het Duitse Huis in de Nederlandse stad Utrecht is het eeuwenoude en monumentale hoofdkwartier van de Duitse Orde in haar Nederlandse Balije. Het was en is de residentie van de Landcommandeur van de Orde.
Het huis is het tweede huis met deze naam; een eerder Duits Huis lag sinds 1231 buiten de stadsmuren ter hoogte van de Tolsteegsingel. Dit in tijden van oorlog gevaarlijk gelegen huis werd in 1345 na een plundering vervangen door een nieuw complex op een terrein aan de Springweg. Het complex bestond uit een hoofdgebouw van 50 bij 11 meter, enkele bijgebouwen en een kerk. De kerk stortte echter in bij de tornado van 1674, die ook het schip van de Domkerk omverblies.
Op verzoek van Lodewijk Napoleon, koning van Holland, verkocht de Balije in 1807, min of meer vrijwillig en om onteigening vóór te zijn, haar residentie aan de regering die er het ministerie van Financiën wilde vestigen. De Balije deed de verkoop wel onder beding van eerste recht van koop als het complex ooit weer te koop zou worden aangeboden. Het Duitse huis werd geen ministerie, maar het Rijks Militair Hospitaal. Het historische gebouw dat tot rijksmonument was verklaard, werd door het Ministerie van Defensie desondanks grondig bedorven en slecht onderhouden, wat in 1989 leidde tot een mislukte kraakactie.
In 1992 kon de Balije eindelijk gebruikmaken van haar eerste recht van koop. Zij kocht een deel van het complex terug en na een grondige restauratie betrok de Ridderlijke Duitsche Orde in de protestantse Balije Utrecht in 1995 opnieuw haar oude Huis.
Een ander deel van het grote gebouwencomplex stond in die tijd nog steeds te verkrotten. In 1997 is het deel dat daarna werd verbouwd tot het "Grand Hotel Karel V" enkele maanden gekraakt geweest. Deze kraakactie bracht een einde aan de schade die de originele houten vloer opliep omdat het pand nu verwarmd werd. De waterput die men heeft gevonden is uiteindelijk meegenomen in de restauratie.
Het hotel is vernoemd naar Keizer Karel V die onderdak zou hebben gevonden in het gebouw, samen met zijn zuster Maria van Hongarije, voor het bijwonen van de kapittelvergadering van de Orde van het Gulden Vlies in 1546. Aan het hotel is een deel toegevoegd met de naam "Romeinse Vleugel" dat zijn naam dankt aan de vondst van Utrechtse archeologen voorafgaande aan de bouw in 2007 op deze plek: een Romeins grafveld (40-275 n.Chr.) waar onder meer gecremeerde resten in urnen van mogelijk bouwers van het Utrechtse castellum Traiectum zijn begraven. Het zijn de eerste Romeinse graven die in de Utrechtse binnenstad gevonden zijn. Men neemt aan dat het grafveld veel groter is dan het onderzoeksterrein. In het hotel zijn sporen van het Romeinse verleden van Utrecht, waaronder enkele bijzondere archeologische vondsten, voor bezoekers zichtbaar.